# Chuniophoenix humilis
Chuniophoenix humilis là loài thực vật có hoa thuộc họ Arecaceae. Loài này được C.Z.Tang & T.L.Wu mô tả khoa học đầu tiên năm 1977.